# 로렐라이 킹
로렐라이 킹(Lorelei King, 1953년 10월 29일 ~ )은 미국의 진행자, 배우, 텔레비전 배우, 각본가, 성우, 영화배우이다.
피츠버그에서 태어났다.

## 영화
- 에이리언: 커버넌트 (2017년) - 마더 목소리 역
- 망가 라티나 킬러 (2005년)
- 나의 그리스식 웨딩 2 (2004년)
- 백 투 가야 (2004년)
- 환희의 집 (2000년)
- 24 아워 인 런던 (2000년)
- 노팅 힐 (1999년) - 홍보 담당자 역
- 마샤, 프랭크와 다니엘과 로렌스를 만나다 (1998년)
- 사랑의 용기 (1992년)
- 애플시드 (1988년)
- 머로우 (1986년)